# رایدر سیستم
رایدر سیستم (انگلیسی: Ryder) شرکت ترابری آمریکایی است، که در سال ۱۹۳۳ توسط جیمز رایدر تأسیس شد.